# Xã Solon, Quận Kent, Michigan
Xã Solon (tiếng Anh: Solon Township) là một xã thuộc quận Kent, tiểu bang Michigan, Hoa Kỳ. Năm 2010, dân số của xã này là 5.974 người.